# Les arrels de la família
Les arrels de la família (títol original: What Makes a Family) és un telefilm estatunidenc dirigit per Maggie Greenwald i difós l'any 2001. Ha estat doblat al català

## Argument
Janine Nielssen (Brooke Shields) és una jove homosexual que troba la seva felicitat amb Sandy Cataldi (Cherry Jones). Ambdues decideixen concebre a un fill mitjançant inseminació artificial. Mentre la condició de Sandy és acceptada en la seva família, Janine ha d'afrontar el consentiment de la seva. Cinc anys més tard Sandy mor de lupus, diagnosticat setmanes després del part de la seva filla Heather. Com que solament té relació sanguínia directa amb els pares de Cataldi, Janine ha d'afrontar un judici per recuperar la custòdia de la seva filla.

## Repartiment
- Brooke Shields: Janine Nielssen
- Cherry Jones: Sandy Cataldi
- Anne Meara: Evelyn Cataldi
- Al Waxman: Frank Cataldi
- Whoopi Goldberg: Terry Harrison
- Jordy Benattar: Heather Cataldi
- Melanie Nicholls-King: Nora
- Stewart Arnott: Peter
- Joanne Vannicola: Melissa
- Roberta Maxwell: Clara
- Dean McDermott: O'Brien
- Sean McCann: Jutge Black
- Philip Williams: Martin Crane
- Jayne Eastwood: Jutge Shales
- George Buza: Reverend Greg Wasney
- Lorena Sinclair: Infermera
- Catherine Dulder: Policia
- Roger Dunn: Professor
- Richard Fitzpatrick: Michael
- Joyce Gordon: Dona bronzejada